# 伍德沃思 (北达科他州)
伍德沃思（英語：Woodworth），是美国北达科他州下属的一座城市。根据2010年美国人口普查，该市有人口50人。